# Maryla Wereszczakówna
Maryla Wereszczakówna, właśc. Marianna Ewa Puttkamerowa z domu Wereszczaka, herbu Kościesza (ur. 24 grudnia 1799 w Tuhanowiczach, zm. 28 grudnia 1863 w Brażelcach) – szlachcianka, hrabina, ukochana Adama Mickiewicza, cioteczna siostra Ignacego Domeyki.
Urodzona w dworze w Tuhanowiczach jako 3. dziecko Antoniego Wereszczaki, marszałka szlachty powiatu nowogródzkiego i Franciszki (z domu Ancuta), córki sędziego brzeskiego. Ochrzczona 1 stycznia 1800 roku w kościele w Worończy. Rodzicami chrzestnymi byli Hipolit Domeyko, rejent ziemski nowogródzki i Anna Wereszczakowa, podkomorzyna nowogródzka, a asystowali Stefan Wereszczaka (mąż Anny) i Karolina Domeykowa (żona Hipolita).
Latem 1818 lub 1819 roku Adam Mickiewicz przyjechał wraz z Tomaszem Zanem do Tuhanowicz, co zapoczątkowało wzajemną, niespełnioną i nieszczęśliwą miłość do Maryli Wereszczakówny. Wereszczakówna była wówczas już zaręczona z hrabią Wawrzyńcem Puttkamerem herbu Bradacice (wł. Wawrzyniec Stanisław Jan hr. Puttkamer z Wersowiczów Siekierka), z którym wzięła ślub w 1821 i zamieszkała w majątku w Bolcienikach. Sąsiednim majątkiem w Płużynach zarządzał Michał Wereszczaka, przyjaciel Adama Mickiewicza; po ślubie Maryli zamieszkała tu jej matka, Michał zaś przejął Tuhanowicze. 1 sierpnia 1821 w Cyrynie Mickiewicz, wówczas nauczyciel szkół kowieńskich, z hrabiną Puttkamerową trzymali do chrztu Franciszka Sakowicza.
Zarówno w Płużynach, Tuhanowiczach i Bolcienikach bywał Adam Mickiewicz, w Płużynach w sierpniu 1821 przy okazji imienin ukochanej Mickiewicza powstawała Świtezianka. Wereszczakówna była ponadto adresatką wiersza Do M***, upamiętniona w Balladach i romansach (w wierszu Do przyjaciół poprzedzającym balladę To lubię i tejże) i w IV części Dziadów.
W czerwcu 1833 roku Puttkamerowie Maryla z Wereszczaków z mężem Wawrzyńcem byli tymczasowo aresztowani za pomoc udzieloną emisariuszowi Marcelemu Szymańskiemu.
Po śmierci męża w 1850 Maryla przeprowadziła się do sąsiedniego majątku Brażelce, gdzie zmarła w 1863.
Pochowana została 29 grudnia 1863 na cmentarzu donatorskim przy katolickim kościele św. Jana Chrzciciela w Bieniakoniach.
Córka Zofia Puttkamer (1828-1897) w roku 1847 poślubiła Andrzeja Kalinowskiego, ojca Rafała Kalinowskiego, świętego Kościoła katolickiego.